# Randall Emmett

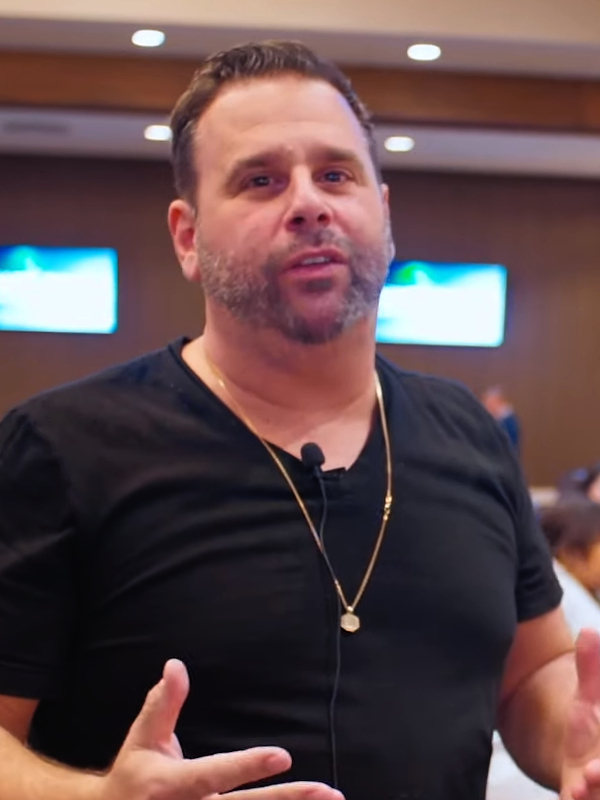
Randall Emmett (2020)

Randall Emmett (* 25. März 1971 in Miami, Florida) ist ein US-amerikanischer Filmproduzent und Pokerspieler.

## Persönliches
Emmett war mit der Schauspielerin Ambyr Childers verheiratet. Die beiden sind Eltern von zwei Töchtern.

## Werdegang
Emmett schloss die School of Visual Arts 1995 mit dem Bachelor of Arts ab. Er produzierte 1995 seinen ersten Film Eyes Beyond Seeing. Es folgten bislang mehr als 110 Produktionen, darunter viele B-Movies und Direct-to-DVD-Produktionen. Er arbeitet mit dem Produzenten George Furla zusammen. 2021 gab er mit Midnight in the Switchgrass sein Regiedebüt. 2022 inszenierte er den Actionfilm Pfad der Vergeltung.

## Poker
Emmett spielt regelmäßig bei Cash-Game-Formaten wie Live at the Bike oder Poker After Dark. Ende Oktober 2012 belegte er bei einem Einladungsturnier im Wynn Las Vegas den dritten Platz und erhielt knapp 200.000 US-Dollar. Anfang Oktober 2019 gewann Emmett zwei Turniere im Aria Resort & Casino am Las Vegas Strip und sicherte sich Preisgelder von rund 210.000 US-Dollar.
Insgesamt hat sich Emmett mit Poker bei Live-Turnieren mehr als 600.000 US-Dollar erspielt.

## Filmografie (Auswahl)
- 1995: Eyes Beyond Seeing
- 1995: Speedway Junkie
- 2000: Grizzly Mountain – Flucht in die Vergangenheit (Escape to Grizzly Mountain)
- 2000: After Sex
- 2000: Kidnapped – Tödlicher Sumpf (Held for Ransom)
- 2001: Ticker
- 2001: Good Advice – Guter Rat ist teuer (Good Advice)
- 2002: Hard Cash – Die Killer vom FBI (Hard Cash)
- 2002: All I Want (Try Seventeen)
- 2002: Gentlemen of the Hunt
- 2003: Out for a Kill: Tong Tatoos – Das Tor zur Hölle (Out for a Kill)
- 2003: Blind Horizon – Der Feind in mir (Blind Horizon)
- 2003: Belly of the Beast
- 2004: Control – Du sollst nicht töten (Control)
- 2005: The Tenants
- 2005: Edison
- 2005: Black Widow – Verhängnisvolle Affäre (Before It Had a Name)
- 2005: Today You Die
- 2006: 16 Blocks
- 2006: Mercenary for Justice
- 2006: The Wicker Man
- 2006: The Contract
- 2006: Home of the Brave
- 2007: King of California
- 2007: 88 Minuten (88 Minutes)
- 2007: Borderland
- 2007: Room Service (Kurzfilm)
- 2008: Day of the Dead
- 2008: Kurzer Prozess – Righteous Kill (Righteous Kill)
- 2008: Major Movie Star (Private Valentine: Blonde & Dangerous)
- 2009: The Code – Vertraue keinem Dieb (Thick As Thieves)
- 2009: Streets of Blood
- 2009: Bad Lieutenant – Cop ohne Gewissen (Bad Lieutenant)
- 2010: In the Crossfire (Caught in the Crossfire)
- 2010: Gun
- 2011: All Things Fall Apart – Wenn alles zerfällt … (All Things Fall Apart)
- 2011: Set Up
- 2011: Catch .44 – Der ganz große Coup (CATCH .44)
- 2012: Lady Vegas (Lay the Favorite)
- 2012: Playback
- 2012: Freelancers
- 2012: Alex Cross
- 2012: Fire with Fire – Rache folgt eigenen Regeln (Fire with Fire)
- 2013: Broken City
- 2013: Frozen Ground (The Frozen Ground)
- 2013: Empire State – Die Straßen von New York (Empire State)
- 2013: Escape Plan
- 2013: 2 Guns
- 2013: Lone Survivor
- 2014: The Prince – Only God Forgives (The Prince)
- 2015: Vice
- 2015: 90 Minuten im Himmel (90 Minutes in Heaven)
- 2015: Die Entführung von Bus 657 (Heist)
- 2015: Extraction – Operation Condor (Extraction)
- 2016: Precious Cargo
- 2016: Marauders – Die Reichen werden bezahlen (Marauders)
- 2016: Silence
- 2017: Vendetta – Alles was ihm blieb war Rache (Aftermath)
- 2017: Tödliches Verlangen (Inconceivable)
- 2017: First Kill
- 2018: Acts of Violence
- 2018: Vigilante – Bis zum letzten Atemzug (A Vigilante)
- 2018: Gotti
- 2018: Escape Plan 2: Hades
- 2018: The Row
- 2018: Reprisal – Nimm dir, was dir gehört! (Reprisal)
- 2018: Backtrace
- 2019: Escape Plan 3: The Extractors (Escape Plan: The Extractors)
- 2019: The Irishman
- 2019: 10 Minutes Gone
- 2019: Trauma Center
- 2020: Boss Level
- 2020: Survive the Night
- 2020: Force of Nature
- 2020: Hard Kill
- 2021: Axis Sally: Das Tribunal der Nazi-Spionin (American Traitor: The Trial of Axis Sally)
- 2021: Midnight in the Switchgrass – Auf der Spur des Killers (Midnight in the Switchgrass, auch Regie)
- 2021: Out of Death
- 2021: Survive the Game
- 2021: Fortress – Stunde der Abrechnung (Fortress)
- 2022: Fortress: Sniper’s Eye
- 2022: Hot Seat
- 2022: Wrong Place
- 2022: Wire Room – Gerechtigkeit ist ein bewegliches Ziel (Wire Room)
- 2022: Pfad der Vergeltung (Savage Salvation, auch Regie)
- 2024: Cash Out – Zahltag (Cash Out)
- 2024: Armor
- 2025: Alarum
- 2025: High Rollers